# Lars Emanuel Fredriksson
Lars Emanuel Fredriksson, född 23 juni 1877 i Lockne i Jämtland, död 22 januari 1941 i Lockne, var en svensk landskaps-, kyrko- och dekorationsmålare.
Han var son till arrendatorn Fredrik Johansson och Ingeborg Persdotter och gift första gången 1919 med Erika Matilda Karlsson och andra gången från 1929 med Jenny Nilsson. Fredriksson kom i sina ungdomsår i lära hos en målare och dekoratör och visade där så fina anlag för arbetet att han tilldelades ett länsstipendium för ett studiebesök vid Stockholmsutställningen 1897. Han for till Amerika runt 1901, där han förutom en altartavla till den svensk-lutherska kyrkan i Port Wing i Wisconsin även utförde ett par kyrkodekorativa arbeten i Brainerd i Minnesota. Han återvände till Sverige 1905 och var huvudsakligen verksam som yrkes- och dekorationsmålare. Han drev under några år en egen färgfabrik i Stockholm. I sakristian till Undersåkers kyrka i Jämtland finns en oljemålning av Fredriksson från 1936 med motiv ur Johannesevangeliets 21:a kapitel. Hans stafflikonst består av landskapsmålningar.